# El llanto del diablo
Nothing Left to Fear (titulada El llanto del diablo en Hispanoamérica y Nada que temer en España) es una película de terror del 2013 dirigida por Anthony Leonardi III. La película recibió alguna cobertura debido a su asociación con el miembro de Guns N' Roses Slash, ya que ésta fue la primera película producida por su productora Slasher Films. La película fue lanzada el 26 de septiembre de 2013, en Rusia recibiendo un lanzamiento limitado en los Estados Unidos el 4 de octubre del mismo año, antes de ser lanzado en DVD y Blu-ray al martes siguiente.

## Argumento
Dan (James Tupper), su esposa Wendy (Anne Heche), y sus tres hijos Rebecca (Rebekah Brandes), Mary (Jennifer Stone) y Christopher (Carter Cabassa), acaban de mudarse a la pequeña ciudad de Stull, Kansas, donde Dan servirá como el nuevo pastor. Mientras viajan rumbo a la ciudad, Rebecca ve a un adolescente matar una oveja y recolectar su sangre. En el camino, Dan se encuentra con el granjero Mason (Wayne Pére), y finalmente la familia se traslada a su nuevo hogar, asistido por el antiguo párroco de la localidad, el pastor Kingsman (Clancy Brown) y miembros de la parroquia. Más tarde esa noche, Rebecca tiene una pesadilla.
Al día siguiente, el pastor Kingsman da a la familia un pastel que un miembro de la parroquia horneó para ellos como muestra de gratitud. Mary decide más tarde probar una tajada del pastel, pero se atraganta por un diente muy extraño que se cocía en la merienda, el cual la hace sangrar dentro de su boca. Mientras tanto, Rebecca se encuentra con el mismo chico que vio matando a la oveja, Noah (Ethan Peck), que la lleva a ver la ciudad. Su diversión es interrumpida cuando Mason trataba de encontrar a Noah, diciéndole que el pastor Kingsman quiere verlo. Rebecca regresa a casa y encuentra que Mary se siente mal. Mientras tanto, Noah le dice al Pastor Kingsman que él debe hacer lo que se debe hacer, ya que es la voluntad de Dios. Noah a regañadientes dice que ya que Mary ha descubierto el diente en el pastel, ella es la elegida. Resulta que el diente en el pastel es una forma de lotería, y al que viene primero a través de ella se marca como seleccionado. 
La película se desplaza a Wendy y su familia haciendo la comida para el próximo Festival de Verano, que comenzará en un par de días. Los niños van a la ciudad para hacer algo de turismo, donde Rebecca termina corriendo hacia Noah. Los dos deciden ir a una cita a la antigua torre de agua y Rebecca nota una cicatriz en la mano de Noah, que él trata de ocultar. Ella entonces se da cuenta de que un hombre los está mirando desde la parte inferior de la torre de agua. 
Al día siguiente, Rebecca y María se encuentran Noah en el festival. Él los lleva a comprar un poco de limonada en un puesto cercano, sólo para que Mary termine siendo drogada con un veneno que había en su limonada. María se enferma violentamente y trata de volver a casa, pero es secuestrada por Mason. Ella despierta, y aterrada, ve que se encuentra atada a un poste, mientras que el Pastor Kingsman le dice que ella fue elegida de acuerdo a la voluntad de Dios. A continuación se abre la "Puerta al Infierno", y María, indefensa, queda poseída por el mismísimo Diablo. Más tarde, le da la espalda a su familia, diciéndoles que estaba enferma. Noah intenta sin éxito confesar a Rebecca lo que ha sucedido, pero es interrumpido accidentalmente por Christopher. Al regresar a casa, Dan es llamado por el pastor Kingman, quien le dice que le necesita en la iglesia. Esto termina siendo un engaño, siendo atrapado por el Pastor Kingsman quien droga y encarcela a Dan poco después de su llegada. 
Mientras tanto, en la casa, Mary despierta completamente poseída y vomita una sustancia negra, asustando a su familia. Wendy envía a los dos niños restantes a buscar a su padre. Con la ayuda de Noah entran en la iglesia y descubren a Dan aparentemente inconsciente en el suelo de la iglesia. Le ayudan a levantarse y comienzan a conducir de vuelta a casa. De vuelta a casa, Wendy encuentra a Mary en un rincón y es atacada por ella. De camino, ven que todas las casas tienen una marca en la puerta, una "X" hecha de sangre. Asustada, Rebecca pregunta repetidamente a Noah por la marca, pero él se niega a contestarle. El grupo llega a la casa, donde Dan y Rebecca intentan entrar a buscar a Wendy y Mary. Noah agarra a Rebecca y le dice que se quede fuera y que no puede hacer nada para ayudarles. Dan entra y encuentra a Wendy muerta y desmoronándose en el sofá. Dan retrocede asustado y ve a Mary arrastrándose hacia él por la escalera. Sale corriendo de la casa gritando a Rebecca y Noah que arranquen el coche y se vayan.
Ellos lo hacen y Dan se queda atrás para intentar liberar a Mary, que le ha seguido hasta el jardín delantero, sólo para correr la misma suerte que Wendy. Rebecca hace que Noah pare el coche y discute con él sobre lo que está pasando. Christopher ve que Mary viene detrás de ellos mientras Noah intenta explicarle a Rebecca lo que está ocurriendo. Noah afirma que lo mismo les ocurrió a él y a su familia hace algunos años. Christopher, asustado, sale corriendo del coche hacia una casa cercana y empieza a golpear frenéticamente la puerta de la casa. Noah empuja a Rebecca al coche y deja atrás a Christopher. Christopher encuentra una casa y consigue entrar, pero no antes de que Mary le agarre la pierna y le infecte. Suplica ayuda a la familia, pero el padre, asustado, le devuelve al exterior. Antes de que Mary pueda llegar hasta él, Noah la atropella mientras Rebecca rescata a Christopher. Noah aparca el coche en medio de la calle y se marcha, rogándole a Rebecca que se vaya si ven a Mary. Pronto el coche pierde potencia mientras Mary los alcanza. Noah regresa y retiene a Rebeca mientras Mary mata a Christopher.
Noah lleva a Rebecca a una reunión en una iglesia abandonada y Mary llega poco después. Noah le corta la muñeca y utiliza su sangre para destruir al Diablo, matando a Mary en el proceso, y cerrar la Puerta del Infierno. Mientras yace inconsciente, los habitantes del pueblo se reúnen a su alrededor y una luz comienza a emanar del centro. Algún tiempo después, otra familia se muda al pueblo. Un chico nuevo de la familia llama la atención de Rebecca, ya que ha ocupado el lugar de Noah matando a una oveja antes de marcharse.

## Reparto
- Anne Heche como Wendy.
- James Tupper como Dan.
- Ethan Peck como Noah.
- Rebekah Brandes como Rebecca.
- Carter Cabassa como Christopher.
- Wayne Pére como Mason.
- Jennifer Stone como Mary.
- Clancy Brown como Pastor Kingsman.
- Morgan Roberts como New Boy.

## Producción
Planes para filmar Nothing Left to Fear fueron anunciados por primera vez en 2010, cuando Slash anunció su intención de poner en marcha su productora Slasher Films con Nothing Left to Fear como su película emblemática. Thomas Haden Church inicialmente fue nombrado como una de las estrellas de la película, pero su nombre fue retirado más tarde por la producción por razones no especificadas. Clancy Brown y Ethan Peck se añadieron al reparto a principios de 2012, uniéndose a Anne Heche y James Tupper. la filmación comenzó el 14 de mayo de 2012 en Covington, Louisiana y derechos de la película Nothing Left to Fear fueron adquiridos por Anchor Bay.

## Banda sonora
La banda sonora oficial fue lanzado para Nothing Left to Fear el 31 de octubre de 2013, coincidiendo con el estreno mundial de la película. La música fue escrita y producida por Slash y Nicholas O'Toole. La banda sonora es principalmente la música de cine, sino que incluye dos canciones, una de ellas la voz del cantante Myles Kennedy. Antes de escribir la partitura, Slash acercó Leonardi con varios estilos musicales y pidió Leonardi para elegir el estilo que mejor se adapten a la película. De la composición de la banda sonora, Slash opinó que le parece "nada como la escritura con una banda en la mente", y que escribir música para una historia y el concepto de "no estaba constreñida por escribir canciones", y era un "gran partida para el".

### Lista de canciones
| N.º | Título                        | Escritor(es)            | Intérprete(s)        | Duración |  |
| 1.  | «The Road to Stull»           | Slash, Nicholas O'Toole |                      |          |  |
| 2.  | «Cold Welcome»                | Slash, Nicholas O'Toole |                      |          |  |
| 3.  | «Lamb's Blood»                | Slash, Nicholas O'Toole |                      |          |  |
| 4.  | «One Choice, Two Fates»       | Slash, Nicholas O'Toole |                      |          |  |
| 5.  | «A Prayer»                    | Slash, Nicholas O'Toole |                      |          |  |
| 6.  | «Dark Dreams»                 | Slash, Nicholas O'Toole |                      |          |  |
| 7.  | «Sermon»                      | Slash, Nicholas O'Toole |                      |          |  |
| 8.  | «The Tooth»                   | Slash, Nicholas O'Toole |                      |          |  |
| 9.  | «Retrieval»                   | Slash, Nicholas O'Toole |                      |          |  |
| 10. | «Silent Secrets»              | Slash, Nicholas O'Toole |                      |          |  |
| 11. | «Pain and Premonition Part 1» | Slash, Nicholas O'Toole |                      |          |  |
| 12. | «Pain and Premonition Part 2» | Slash, Nicholas O'Toole |                      |          |  |
| 13. | «Observations»                | Slash, Nicholas O'Toole |                      |          |  |
| 14. | «The Secret Tower»            | Slash, Nicholas O'Toole |                      |          |  |
| 15. | «Do Your Part»                | Slash, Nicholas O'Toole |                      |          |  |
| 16. | «Don't Forget»                | Slash, Nicholas O'Toole |                      |          |  |
| 17. | «A Flash and a Feeling»       | Slash, Nicholas O'Toole |                      |          |  |
| 18. | «Abduction»                   | Slash, Nicholas O'Toole |                      |          |  |
| 19. | «Bleeding In»                 | Slash, Nicholas O'Toole |                      |          |  |
| 20. | «Urgency»                     | Slash, Nicholas O'Toole |                      |          |  |
| 21. | «Have Faith»                  | Slash, Nicholas O'Toole |                      |          |  |
| 22. | «The Decline»                 | Slash, Nicholas O'Toole |                      |          |  |
| 23. | «Trauma»                      | Slash, Nicholas O'Toole |                      |          |  |
| 24. | «The Blood Lust»              | Slash, Nicholas O'Toole |                      |          |  |
| 25. | «Our Broken Home»             | Slash, Nicholas O'Toole |                      |          |  |
| 26. | «Revelations»                 | Slash, Nicholas O'Toole |                      |          |  |
| 27. | «No Safety in Numbers»        | Slash, Nicholas O'Toole |                      |          |  |
| 28. | «Childhood's End»             | Slash, Nicholas O'Toole |                      |          |  |
| 29. | «The Fear»                    | Slash, Nicholas O'Toole |                      |          |  |
| 30. | «The Perfect Circle»          | Slash, Nicholas O'Toole |                      |          |  |
| 31. | «Nothing Left to Fear»        | Slash, Nicholas O'Toole | Slash, Myles Kennedy |          |  |
| 32. | «Welcome to Stull»            | Slash, Nicholas O'Toole |                      |          |  |

## Recepción
Recepción de la crítica Nothing Left to fear ha sido abrumadoramente negativa, y la película mantiene actualmente una calificación de 12 en Metacritic basado en los comentarios de 7 críticos. Especificaciones en Rotten Tomatoes también son negativos; a partir del 15 de diciembre de 2013 la película tiene una calificación de 10% "podrido" basado en 10 críticas. Los críticos critican la película como "aburrido" y fue así por su falta de sustos. Los Angeles Times comentó que "el director Anthony Leonardi III y escritor Jonathan Mills han dejado ni un momento de miedo en la pantalla", y que los actores Heche y Tupper deben escribir notas de disculpa a sus fanes. En su revisión, The Hollywood Reporter, bromeó sobre la película de título, diciendo que "el título de esta película de terror superficial resulta demasiado profética". La variedad también dio una crítica negativa y comentó que la película "cuenta con menos pueblerina asusta que una repetición de la cala y más madera actuación de Dawson que un teatro de marionetas ".